# All Saints (groupe)
Pour les articles homonymes, voir All Saints.
All Saints est un girl group anglo-canadien formé à Londres en 1993 et actif principalement de 1997 à 2006. Il est composé de quatre chanteuses : deux sœurs canadiennes, Natalie et Nicole Appleton, et deux chanteuses anglaises, Melanie Blatt et Shaznay Lewis. Le groupe a vendu plus de 10 millions d'album dans le monde en 5 ans. En 2016, le groupe se reforme et publie les singles One Strike, One Woman Man et This Is A War, extraits de l'album Red Flag.
En 2020, le groupe enregistre une reprise de Message In The Bottle en duo avec Sting.

## Histoire
En 1993 Mel et Shaznay fondent le groupe « All Saints 1.9.7.5. » incluant à l'époque Simone Rainford. Le nom est composé de la rue où elles se sont rencontrées et de leur année de naissance.
Le groupe signe son premier contrat avec ZTT Records, puis joue avec Boyzone, Peter Andre et les Backstreet Boys avant le départ de Simone Rainford en 1995.
En 1996, les chanteuses canadiennes Natalie et Nicole Appleton rejoignent le groupe. Le groupe ainsi formé sort alors le titre I Know Where It's At, qui atteint la 4e place du hit-parade britannique. Mais c'est avec leur 2e titre Never Ever qu'elles rencontrent le succès, puisqu'il est vendu à plus d'un million d'exemplaires en Grande-Bretagne, soit le 44e titre le plus vendu en Grande-Bretagne. Le single remporte également deux Brit Awards : meilleur single et meilleure vidéo. En tout, cinq titres du groupe accèdent à la première place du hit-parade britannique, dont Pure Shores, écrit pour le film La Plage.
En 2001 le groupe se sépare : Natalie et Nicole le quittent pour former un nouveau groupe, Appleton, tandis que Shaznay et Melanie continuent leurs carrières en solo.
Le groupe se reforme pour sortir un nouvel album en novembre 2006, signé par Parlophone.
En août 2009, le groupe se sépare de nouveau.
En 2013, Simone Rainford meurt d'un cancer du rein à 38 ans.
En 2014, le groupe se reforme pour accompagner les Backstreet Boys dans leur tournée pour quelques dates en Grande-Bretagne et en Irlande.
En 2016, le groupe se reforme et publie le single One Strike,One Woman Man et This Is A War, extraits de l'album Red Flag.
Le 27 juillet 2018 sort le cinquième album studio, Testament, porté par le titre Love Lasts Forever.
Le 14 avril 2020, le groupe enregistre une reprise de Message In The Bottle en duo avec Sting.

## Discographie

### Albums
- 1997 : All Saints
- 1998 : The Remix Album
- 2000 : Saints & Sinners
- 2001 : All Hits
- 2006 : Studio 1
- 2016 : Red Flag
- 2018 : Testament

### Singles

#### Sous le nomAll Saints 1.9.7.5.
- Février 1995 : Silver Shadow
- Avril 1995 : Let's Get Started
- Septembre 1995 : If You Wanna Party (I Found Lovin')

#### Sous le nomAll Saints
- Août 1997 : I Know Where It's At
- Novembre 1997 : Never Ever
- Avril 1998 : Under the Bridge / Lady Marmalade
- Août 1998 : Bootie Call
- Novembre 1998 : War Of Nerves
- Février 2000 : Pure Shores
- Octobre 2000 : Black Coffee
- Janvier 2001 : All Hooked Up
- Novembre 2006 : Rock Steady
- Février 2007 : Chick Fit
- Février 2016 : One Strike
- Mars 2016 : One Woman Man
- Avril 2016 : This Is A War
- Juin 2018 : Love Lasts Forever

## Filmographie
En 2000, Nicole et Natalie Appleton ainsi que Melanie Blatt tournèrent Honest, une comédie policière sous la direction de Dadid A. Stewart.